# 馬哈茂德·阿爾·亞伯拉什
马哈茂德·阿尔·亚伯拉什，（英语: Mahmoud al Abrash），（1944年—），大马士革人，叙利亚政治人物，叙利亚阿拉伯复兴社会党成员，2003年10月7日至2012年5月24日任叙利亚人民议会议长（8年230天）。他亦为阿拉伯各国议会联盟的一员。